# Pandémie de Covid-19 dans les territoires britanniques d'outre-mer
Cet article répertorie les liens vers des articles relatifs à la pandémie de Covid-19 en cours dans les territoires britanniques d'outre-mer.

## Afrique
- Sainte-Hélène, Ascension et Tristan da Cunha

## Asie
- Akrotiri et Dhekelia
- Territoire britannique de l'océan Indien

## Amérique du Nord
- Anguilla
- Bermudes
- Îles Vierges britanniques
- Îles Caïmans
- Montserrat
- Îles Turques-et-Caïques

## Amérique du Sud
- Îles Malouines

## Asie
- Akrotiri et Dhekelia
- Territoire britannique de l'océan Indien

## Europe
- Gibraltar

## Territoires britanniques d'outre-mer sans cas confirmés
| # | Territoire                                 | Population |
| - | ------------------------------------------ | ---------- |
| 1 | Territoire antarctique britannique         | 400        |
| 2 | Îles Pitcairn                              | 50         |
| 3 | Géorgie du Sud-et-les îles Sandwich du Sud | 20         |